# Кукурба Олександр Васильович
Олександр Васильович Кукурба (18 вересня 1994, с. Верхній Вербіж, Коломийського району, Івано-Франківської області — 26 липня 2022, Дніпропетровська область, Україна) — український військовослужбовець, льотчик-штурмовик, майор Повітряних сил Збройних Сил України, учасник російсько-української війни. Герой України (2022), лицар ордена Богдана Хмельницького I, II та III ступеня.

## Життєпис
Навчався в Нижньовербізькій загальноосвітній школі (с. Нижній Вербіж, Коломийського району, Івано-Франківської области), пізніше вступив до Київського військового ліцею імені Івана Богуна (випуск 2011 року), а згодом завершив своє навчання в Харківському національному університеті Повітряних сил імені Івана Кожедуба.
Військову службу проходив на посаді начальника розвідки штабу 299-ї бригади тактичної авіації Збройних Сил України.
Під час відбиття російського вторгнення в Україну виконав 100 бойових вильотів. Олександр Кукурба знищив приблизно 900 російських окупантів, 55 танків та 140 одиниць броньованої техніки.
На середину квітня 2022 року штурмовик знищив понад 20 танків, близько 50 бойових одиниць бронетехніки та інших засобів, а також більше 300 осіб живої сили противника. За це пілоту присвоїли звання Героя України з врученням ордена «Золота зірка».
Загинув у бою за Україну 26 липня 2022 року о 7:25 ранку в Дніпропетровській області. Олександр намагався катапультуватися, але парашут не відкрився через малу висоту
27-29 липня 2022 року було оголошено днями жалоби по Олександру Кукурбі в Нижньовербізькій громаді.
29 липня 2022 похований в родинному селі.
Залишилися мати, бабуся та брат.

## Нагороди
- звання Герой України з врученням ордена «Золота Зірка» (14 квітня 2022) — за особисту мужність і героїзм, виявлені у захисті державного суверенітету та територіальної цілісності України[11][4].
- орден Богдана Хмельницького I ст. (8 серпня 2022, посмертно) — за особисту мужність і самовіддані дії, виявлені у захисті державного суверенітету та територіальної цілісності України, вірність військовій присязі[12].
- орден Богдана Хмельницького II ст. (6 липня 2022) — за особисту мужність і самовіддані дії, виявлені у захисті державного суверенітету та територіальної цілісності України, вірність військовій присязі[13].
- орден Богдана Хмельницького III ст. (22 березня 2022) — за особисту мужність і самовіддані дії, виявлені у захисті державного суверенітету та територіальної цілісності України, вірність військовій присязі[14].

## Вшанування пам'яті
- 1 листопада у Нижньовербізькому ліцеї, що на Коломийщині, відкрили меморіальну дошку колишньому учню.
- 16 листопада 2022 року у місті Дніпро з'явилася вулиця імені льотчика-героя Олександра Кукурби[15].
- 23 грудня 2022 ім'я Героя України Олександра Кукурби, загиблого у російсько-українській війні пілота, присвоїли Нижньовербізькому ліцею[16].
- 9 серпня 2023 року поблизу села Андронівка Дніпропетровської області на місці загибелі відкрили пам'ятник.[17]
- 15 вересня 2023 року на території Київського військового ліцею імені Івана Богуна відкрили меморіальну дошку випускнику 4 навчальної роти 4 взводу КВЛ 2011 року, Герою України майору Олександру Кукурбі.

1. ↑  Загинув льотчик-штурмовик, Герой України Олександр Кукурба, Вечірній Київ, 27.07.2022
2. ↑  Загинув льотчик-штурмовик, 28-річний Герой України Олександр Кукурба // Укрінформ. — 2022. — 27 липня.
3. ↑  «Вічного польоту!» Захищаючи небо, на війні загинув льотчик — Герой України Олександр Кукурба
4. 1 2  За 50 днів цієї війни Україна стала героєм для всього вільного світу — звернення Президента Володимира Зеленського [Архівовано 15 квітня 2022 у Wayback Machine.] // Офіс Президента України. — 2022. — 14 квітня.
5. ↑  Президент вручив нагороди військовим та членам родин загиблих захисників, яким присвоєно звання Героя України [Архівовано 23 травня 2022 у Wayback Machine.] // Офіс Президента України. — 2022. — 29 квітня.
6. ↑  Загинув Герой України Олександр Кукурба. Galka.if.ua (амер.). 27 липня 2022. Процитовано 27 липня 2022.
7. ↑  Захищаючи небо України, загинув Олександр Кукурба з Верхнього Вербіжа на Коломийщині. dzerkalo.media (амер.). 27 липня 2022. Процитовано 27 липня 2022.
8. ↑  Загинув Герой України Олександр Кукурба. «Галичина».
9. ↑  Герой України Олександр Кукурба загинув у повітряному бою. «Україна Молода».
10. ↑  Пенкалюк С., Василик, О. Загинув під час 100 бойового вильоту. На Прикарпатті поховали Героя України Олександра Кукурбу // Суспільне Новини. — 2022. — 29 липня.
11. ↑  Указ Президента України від 14 квітня 2022 року № 239/2022 «Про присвоєння О.Кукурбі звання Герой України»
12. ↑  Указ Президента України від 8 серпня 2022 року № 569/2022 «Про відзначення державними нагородами України»
13. ↑  Указ Президента України від 6 липня 2022 року № 471/2022 «Про відзначення державними нагородами України»
14. ↑  Указ Президента України від 22 березня 2022 року № 157/2022 «Про відзначення державними нагородами України»
15. ↑  У Дніпрі з'явився проспект Лесі Українки і вулиця імені льотчика-героя Олександра Кукурби // Укрінформ. — 2022. — 16 листопада.
16. ↑  Полівчак, Руслана (23 грудня 2022). Нижньовербізькому ліцею присвоїли ім'я Героя України Олександра Кукурби. Суспільне Івано-Франківськ. Архів оригіналу за 30 січня 2023. Процитовано 6 лютого 2025.
17. ↑  Димніч, Наталія (9 серпня 2023). Загиблому пілоту Олександру Кукурбі з Франківщини відкрили пам'ятник. Суспільне Івано-Франківськ. Архів оригіналу за 9 серпня 2023. Процитовано 6 лютого 2025.